# Янтарне (Кабардино-Балкарія)
Янтарне (рос. Янтарное) — село у Прохладненському районі Кабардино-Балкарії Російської Федерації.
Орган місцевого самоврядування — сільське поселення Янтарне. Населення становить 863 особи.

## Історія
Згідно із законом від 27 лютого 2005 року органом місцевого самоврядування є сільське поселення Янтарне.

## Населення
| 1970 | 1989  | 2002  | 2010 |
| ---- | ----- | ----- | ---- |
| 869  | ↗1127 | ↘1097 | ↘863 |